# سفلى
سُفلى، قرية فلسطينية مهجرة، تبعد مسافة 24 كم إلى الجنوب الغربي لمدينة القدس. ترتبط بطريق فرعي مُمهد يمرّ بقرية بيت عطاب، وطريق بيت جبرين– القدس الرئيسية المعبّدة. كما تربطها طرق ممهدة أخرى بعلار، جرش، دير أبان، دير الهوى، دار الشيخ ورأس أبو عمار.
أقيمت قرية سفلى على السطح الغربي لأحد جبال القدس، وتبدأ بالقرب منها المجاري العليا لوادي الدلبة ووادي المغارة المتجهين غربًا ليرفدا وادي أبو صليح أحد روافد وادي الصرار. وترتفع سفلى نحو 575م عن سطح البحر. لم تتجاوز مساحتها في عام 1945 ثلاثة دونمات، ولم يتجاوز عدد بيوتها عشرين بيتًا. تمتد مبانيها بمحاذاة الطريق المؤدية إلى قرية جرش، وفي الجهة الغربية منها مقام لأحد الشيوخ. للقرية أراضٍ مساحتها 2,061 لا يملك الصهيونيين منها شيئًا.
كان في سُفلى عام 1922 نحو 46 نسمة، وقدر عدد سكانها في عام 1945 بنحو 60 نسمة. قام اليهود عام 1948 بطرد سكانها العرب وتدمير بيوتهم.

## احتلال القرية وتطهيرها عرقيًّا
في النصف الثاني من تشرين الأول\ أكتوبر 1948، بدأت القوات الإسرائيلية تنفيذ عملية «ههار» للاستيلاء على سلسلة من القرى على الجبهة الجنوبية. وكانت سُلفى من جملة القرى التي استولت عليها، في بداية العملية، الكتيبة السادسة من لواء هرئيل ليلة 18-19 تشرين الأول\ أكتوبر أو الليلة التي عقبتها. يذكر المؤرخ الإسرائيلي بني موريس أنّ أكثرية سكان هذه القرى فرّت جنوبًا صوب بيت لحم وتلال الخليل. كما يورد موريس أيضًا أدلة على طرد السكان من بعض قرى المنطقة.

## القرية اليوم
تتبعثر أنقاض المنازل الحجرية في أرجاء الموقع الذي أمسى مرعى للمواشي. كما فيه أيضًا أبنية أشبه بالكهوف، كانت آهلة فيما مضى.

## المستعمرات الإسرائيلية على أراضي القرية
لا مستعمرات إسرائيلية على أراضي القرية.